# جنایت بی‌دقت
جنایت بی‌دقت فیلمی سینمایی به کارگردانی شهرام مکری، نویسندگی مشترک مکری و نسیم احمدپور و تهیه‌کنندگی نگار اسکندرفر است که در هفتاد و هفتمین دوره جشنواره بین‌المللی فیلم ونیز موفق به کسب جایزه بهترین فیلمنامه از منتقدان سینمایی شد. همچنین این فیلم در چهاردهمین مراسم آسیا پاسیفیک نامزد دریافت جایزه بهترین فیلمنامه، برای شهرام مکری و نسیم احمد پور بود. این فیلم از ۱۷ آذر ۱۴۰۰ در سینماهای سراسر ایران اکران شد.

## تحلیل و نظر
- جواد طوسی: مکری به طور همزمان نمی‌تواند سه روایت خود در فیلم را پیش ببرد و کمی دچار کسالت‌آوری می‌شود. فیلمنامه این فیلم قصه ندارد اما پر دیالوگ است. یعنی فیلم از نقطه A به B نمی‌رود. فیلم به روزمرگی کاذب دچار می‌شود.[۲]
- مسعود فراستی: فیلم یک پلات (پیرنگ) اصلی دارد که در مورد سینما رکس است. دو پلات دیگر یعنی دخترها و مرد نظامی فرعی هستند. اگر پلات‌های فرعی را حذف کنیم فیلم واضح‌تر می‌شود. انگار یک جوان تازه به دوربین رسیده با یک بودجه‌ای یکی از پلات‌های فرعی را ساخته است؛ به گونه‌ای که هیچ ربطی هم به پلات اصلی ندارد. ربط مضمونی و پست مدرن پلات‌ها هم سینمایی نیست و بیرون از فیلم است. از بطن قصه اصلی نیست. دو پلات فرعی کاملاً اضافه است.[۲]
- دیوید بوردول: شیفتگی به سینما در طول این داستان‌ها جاری است. گروهی قصد حمله به سینمایی را دارند که به نظر مخاطبانش در حال تماشای فیلم‌های هنری هستند، چراکه پوسترهایی از فیلم‌های کلاسیک دیوارها را پوشانده و طرفداران جوان سینما با دوستانشان دربارهٔ مقاله‌ای در باب «گوزن‌ها» صحبت می‌کنند، ما لحظه‌ای حتی پوستر «کلوزآپ» کیارستمی را می‌بینیم. وقتی همراه یکی از شخصیت‌ها برای خرید دارو به داخل سینما می‌رویم. فیلمی در حال پخش بر روی میز تدوین است که فیلم «جنایت بی‌دقتی» از محصولات ادیسون در ۱۹۱۲ است. همان‌طور که از این لحظات مشخص است، لحظات رئالیسم جادویی بسیاری در «جنایت بی‌دقت» وجود دارد، مثلاً در یک‌لحظه، در فضای نمایش فیلم در بیرون شهر توسط دو دختر دانشجو، اعمال و دیالوگ‌های ثابتی بدون کات از زوایای مختلف بررسی می‌شود.[نیازمند منبع]

## مضمون فیلم
این فیلم مضمونی مرتبط با سینما دارد و دربارهٔ تماشاگرانی است که قبل از شروع اکران فیلمی در سینما دربارهٔ آن حرف می‌زنند و با شروع ماجرا بر پرده سینما، داستان آنها و قصه فیلم با هم یکی می‌شود.

## داستان فیلم
فیلم دارای مجموعه‌ای از روایات تودرتو است که در بخش‌هایی به هم مربوط و متصل می‌شوند.
1. حسین (ابوالفضل کاهانی) جوانی است بیکار که به تازگی اعتیاد خود را ترک کرده‌است. او برای تهیهٔ داروی اعصاب به داروخانه‌ای می‌رود، اما داروخانه‌چی (شهرام مکری) او را به موزه‌ای هدایت می‌کند که در آن کسی منتظر اوست…
2. سه مرد (محمد ساربان، بهزاد دورانی و محمود بهرازنیا) قصد دارند با همراهی چند تن از دوستانشان یک سالن سینما را به آتش بکشند.
3. در سالگرد وقوع یک اتفاق تاریخی مهم، بناست در یک سالن سینما فیلمی پخش شود. چند دانشجوی علاقه‌مند به سینمای ایران ایستاده در حیاط و در انتظار آغاز اکران فیلم هستند. اکرانی که شاید هرگز برگزار نشود.
4. شهرام مکری فیلمی به نام «جنایت بی‌دقت» ساخته که در آن درجه‌دار ارتش (بابک کریمی) با همراهی گروهی از نظامیان به روستایی آمده‌است تا یک موشک به جا مانده از دوران جنگ را خنثی کند. اما در بدو ورود به روستا با جوانانی روبرو می‌شود که در تلاشند تا فیلمی قدیمی را در فضای باز چشمه اکران کنند. چشمه‌ای که طبق شایعات محلی سال‌هاست تصویری را بازتاب نمی‌دهد…
5. دختری طراح (راضیه منصوری) باید پوستر یک فیلم را به سالن سینمایی که فیلم بناست در آن اکران شود برساند، اما با مادرش(فریبا کامران) در راه تصادف می‌کنند. دختر پس از اتفاقاتی به سالن سینما می‌رسد، اما چیزی درست پیش نمی‌رود.

## بازیگران
- بابک کریمی در نقش محسن
- عادل یراقی در نقش مجید
- ابوالفضل کاهانی در نقش حسین
- محمد ساربان در نقش فرج
- بهزاد دورانی در نقش فلاح
- محمود بهرازنیا در نقش یدالله
- سیاوش چراغی‌پور در نقش علی، مدیر سالن سینما
- راضیه منصوری در نقش الهام
- فریبا کامران در نقش فرشته، مادر الهام
- نسیم احمدپور در نقش خواهران راهنمای موزه
- معصومه بیگی در نقش ستاره
- گلنوش قهرمانی در نقش سحر
- آریا تقی‌پوریان در نقش سرباز
- کیانا منتجبی در نقش متین
- مینا درودیان در نقش مینا
- سعید نادری در نقش محمد
- رضا اسدی در نقش پدر
- امیر شاملو در نقش کاظم
- محمدحسین محمدیان در نقش البرز
- صدف عمویی در نقش مریم
- حامد محمودی در نقش شهروز
- محمدرضا جنگی در نقش رمضانی
- داود بنی اسد در نقش قربان
- محمدحسین قشمی در نقش جلال
- صمد پرویس در نقش شورا
- نعمت جهانفرد در نقش شورا
- فرشید آلاشتی داداشی در نقش شورا
- امین قلی‌پور در نقش شورا
- شهرام مکری (صدا) در نقش مسئول داروخانه
- شهروز مکری (عروسک‌گردانی و صدا) در نقش عبدالله
- الهه بخشی در نقش نگار

## ارجاع و ادای احترام
داستان فیلم، اشاره‌هایی به فاجعهٔ آتش‌سوزی سینما رکس آبادان و قربانیان آن دارد. علاوه بر این، جنایت بی‌دقت فیلمی است دربارهٔ سینما و به ویژه ادای دینی به سینمای ایران. از همین رو، می‌توان در فیلم شاهد ادای احترام به فیلم گوزنها و سینمای مسعود کیمیایی، پژوهش‌های سینمایی زاون قوکاسیان، فیلم‌هایی مانند شبح کژدم از کیانوش عیاری و ای ایران (فیلم) از ناصر تقوایی بود. همچنین، در جنایت بی‌دقت از فیلم‌هایی مانند زهر عسل و مهدی مشکی به عنوان نمایندگانی از سینمای بدنه یاد شده‌است.